# Uma Noite Não São Dias
Uma Noite Não São Dias é um romance de Mário Zambujal.
O autor descreve o livro como "uma paródia, com uma atmosfera muito caricaturada do que poderá vir a ser Lisboa em 2044 e que surge na sequência de algumas tendências actuais, como o incontornável avanço das tecnologias, mas há pouca mudança no que toca à condição humana". Segundo Zambujal, o livro  se pretende "risonho e brincalhão", mas  também pode ser visto com "alguma seriedade".
A trama se passa na fictícia Avenida Vertical, nome de uma torre habitacional de 98 andares, onde ocorrem dois misteriosos assaltos: o roubo de um helicóptero, no heliporto que encima o edifício, e o roubo da coroa da rainha Matilde (rainha consorte de Portugal, entre 1248 e 1253, casada com Afonso III). É nessa atmosfera de mistério que se movem as personagens principais: Antony, um historiador, sua mulher, Grace, e o amigo escultor, James.  